# Alfred Foster
Alfred Foster   (Nova York, 13 de juliol de 1904 - Berkeley, 24 de desembre de 1994) va ser un matemàtic estatunidenc.
Foster va estudiar matemàtiques al Institut Tecnològic de Califòrnia on es va graduar el 1926, a continuació va estudiar pel doctorat a la universitat de Princeton, en la qual es va doctorar el 1931 amb una tesi dirigida per Alonzo Church. Després de casar-se amb la seva col·lega Else Wagner, van marxar a fer estudis post-doctorals a la universitat de Göttingen i en retornar, va acceptar una plaça docent a la universitat de Berkeley el 1934. Foster va fer tota la seva carrera acadèmica a Berkeley, excepte alguns anys sabàtics en que va ser professor visitant a universitats alemanyes. Es va jubilar el 1971 i va continuar com professor emèrit fins pràcticament la seva mort el 1994. En morir, i seguint la seva voluntat, va ser incinerat i les cendres llençades a l'oceà Pacífic.
Com deixeble de Church, va iniciar els seus treballs de recerca en el camp de la lògica, però aviat es va inclinar cap a l'anàlisi de l'àlgebra. Amb el seu treball va connectar les àlgebres de Boole amb les àlgebres universals, a través del concepte d'àlgebra completa.